# Fahrradkurier

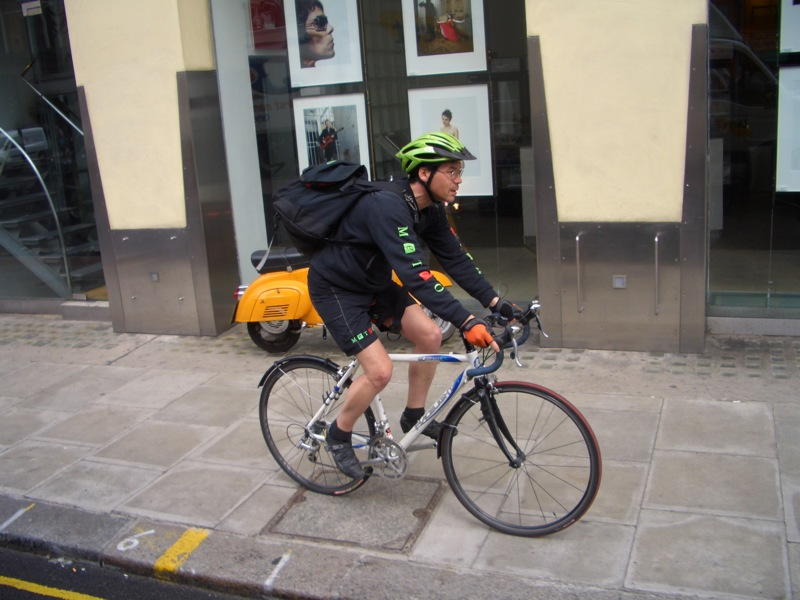
Fahrradkurier in London

Fahrradkuriere (Schweiz: Velokuriere) führen Kleintransporte mit Hilfe von Fahrrädern durch.
Diese kommerziellen Kurierdienste werden vorwiegend  in  Mittel- und Großstädten, in denen das Fahrrad eines der schnellsten Transportmittel ist, angeboten.

## Grundlagen
Zumeist erhalten mehrere selbstständige Fahrradkuriere von einer oder mehreren Zentralen ihre Aufträge, es existieren jedoch auch klassische Arbeitsverhältnisse. Diese Fahrradkurierdienste behalten vom Auftragswert in der Regel zwischen 20 % und 35 % für die Büroorganisation und Rechnungsstellung ein.
Die Dokumente und Kleinsendungen mit einem Durchschnittsgewicht von in der Regel unter zwei Kilogramm werden meist in einer großvolumigen wasserdichten Rückentasche oder speziellen Kurierrucksäcken transportiert. Aber auch Lastenfahrräder und Räder mit Anhängern sind in einigen Städten im Einsatz. Viele Kuriere fahren Fahrräder, die sie nach eigenen Vorstellungen für die Stadt optimiert haben. Manche haben ein Eingangrad oder Fixie, andere haben normale Rennräder oder Mountainbikes mit Slick-Reifen. Außerdem sind auch ganz „gewöhnliche“ Fahrräder im Einsatz.

## Arbeitsbedingungen
Ein hauptberuflicher Fahrradkurier legt bei 10 bis über 35 Aufträgen pro Tag zwischen 50 und mehr als 100 Kilometer zurück. Der Energiebedarf liegt im Schnitt bei ca. 6.000 kcal und kann je nach Konstitution des Fahrers im Winter auf über 12.000 kcal ansteigen. Hauptberufliche Fahrradkuriere fahren im Jahr oftmals über 20.000 Kilometer und haben deshalb einen sehr hohen Erholungsbedarf.
Inzwischen gibt es kaum noch reine Fahrradkurierdienste. Die meisten Firmen nutzen Kraftfahrzeuge und die Netzwerke der Over-Night-Dienstleister als Ergänzung und Erweiterung ihres Angebots.
In Deutschland sind Fahrradkuriere in der Regel selbständige Unternehmer. Sie arbeiten als Subunternehmer für eine oder mehrere Kurierzentralen, von denen sie mit Aufträgen versorgt werden. Auch eigene Rechnungsstellung oder Barzahlung ist bei manchen Kundenverhältnissen möglich. Seltener finden sich auch klassische Arbeitsverhältnisse zwischen Kurier und Kurierdienst.
Dass Fahrradkuriere bei Lieferdiensten für Dienstfahrten häufig ihr privates Rad und Handy nutzen, sei nicht rechtens, urteilte das Bundesarbeitsgericht am 10. November 2021 (5 AZR 334/21).  Es bestätigte damit ein Urteil des Hessischen Landesarbeitsgericht vom März 2021 (14 Sa 306/20).

## Geschichte
Während in den Jahren nach der Jahrhundertwende zum 20. Jahrhundert der Botendienst per Fahrrad weitgehend üblich war, wurde er im Laufe der Zeit mehr und mehr durch motorisierte Boten ersetzt. Erst Mitte der 1980er Jahre und im Zuge der zunehmenden Überlastung der Straßen, der Verteuerung der Energie und des daraus resultierenden ökologischen Bewusstseins wurden Fahrradkuriere für die Wirtschaft wieder interessant.

### Vor dem Beginn der zunehmenden Motorisierung
Der vermutlich erste Fahrradkurier der deutschen Geschichte war Johann Baptist Ruhdorfer aus Hohenlinden. Er fuhr mit seinem 1896 selbstgebauten Hochrad täglich nach München und Rosenheim, um dort Ersatzteile für seine Kunden zu besorgen.
Einen noch früheren Bericht gibt es von San Francisco, wo am 7. Juli 1894 der „pullman rail strike“ stattfand, ein Eisenbahnerstreik, der die Auslieferung von Postsendungen verhinderte. Durch die Idee eines Fahrradherstellers wurde mit einer Fahrradkurier-Transport-Kette die gesamte Eisenbahnstrecke in acht Bereiche eingeteilt, über die die Kuriere die Waren transportierten. Dieses Ereignis kann als Geburt des amerikanischen „bicycle messengers“ betrachtet werden.

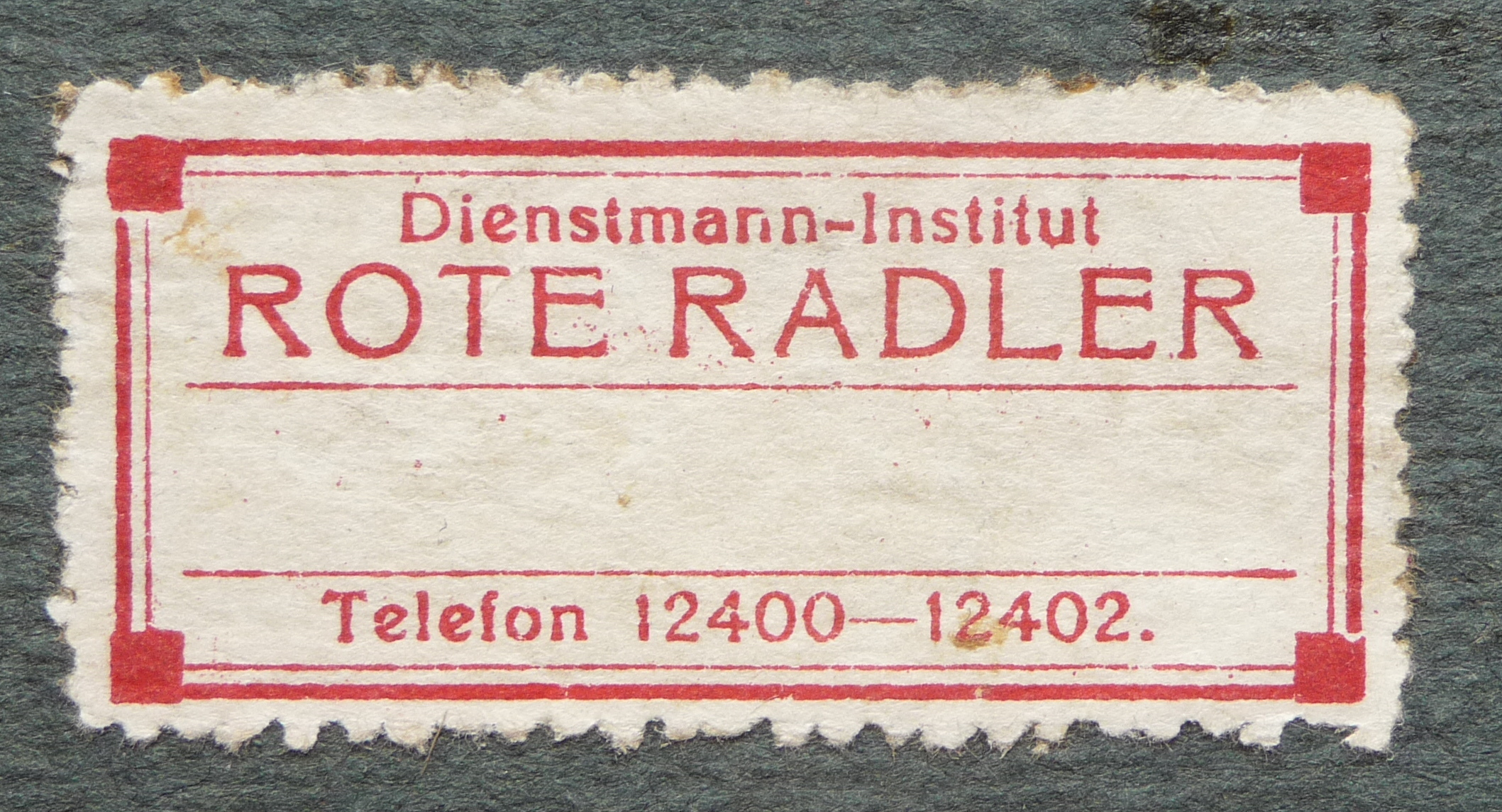
Werbemarke Rote Radler, um 1910

#### Rote Radler (D, historisch)
Als Beispiel für deutsche Radkurierdienste der ersten Stunde können die Firmen Rote Radler aus München, Stuttgart, Freiburg und Regensburg dienen, die um 1910 mit Dreirädern Sendungen auslieferten und allseits bekannt waren. Die Roten Radler gibt es heute noch, sie haben sich jedoch im Laufe der Jahre zu Umzugsunternehmen mit Maler- und Renovierungsservice entwickelt, die keine Radkuriere mehr beschäftigen.
Die tiefe Verwurzelung dieser Kuriere in der Münchner Kultur zeigt sich durch ihr Vorkommen in der Erzählung Der Münchner im Himmel des Schriftstellers Ludwig Thoma.

### Die Kuriere der neueren Zeit
Während die Bike-Messenger in New York schon in den 1970er Jahren unterwegs waren, wurde der erste europäische Fahrradkurierdienst im neueren Sinne 1985 in München gegründet. Es war die Firma Fahrrad Kurier München von Kurt Wolfram. In der Folgezeit entstanden in beinahe allen Großstädten Deutschlands Fahrradkurierdienste. Die Möglichkeit, das auf der Kurzstrecke schnellere und flexiblere Fahrrad mit der Bahn als schneller und ökologischer Alternative zwischen den Städten zu kombinieren, wurde Mitte der 1990er Jahre mit der Firma Ökourier in Köln versucht und scheiterte nach wenigen Jahren. 1996 gründete sich der Bundesverband der Fahrradkurierdienste mit dem Ziel, die einzelnen Fahrradkuriere im deutschsprachigen Raum zu vernetzen.
In den 1980ern und 1990ern entwickelte sich innerhalb der Kurierszene dann ein bestimmter Lebens- und Kleidungsstil, der die urbane Fahrradkultur beeinflusste und die Szene immer mehr auch zu einer Freizeitszene und Subkultur werden ließ. Ausgehend von Metropolen wie New York, San Francisco und London verbreitete sich in den Großstädten weltweit ein deutlich zu erkennender Kurierstil, so auch in deutschen Großstädten wie Berlin, Hamburg oder München. So werden etwa praktische Fahrradsportbekleidung und wetterfeste Jacken mit kurzen Militärhosen (mit praktischen Seitentaschen), Fußballstutzen und verschiedenen Elementen der Skater-, Punk- und Hip Hopkultur gemischt. In Bezug auf die Räder entwickelte sich mehr und mehr ein betont minimalistischer Stil, der ursprünglich vom Zwang zur Kostenminimierung bei den Verschleißteilen der Räder herrührte, bald aber ein eigenes ästhetisches Dogma für viele Kuriere darstellte.
So verbreitete sich in der Szene die Verwendung von Eingangrädern, oder gar Bahnrädern mit starrem Gang und ohne Bremsen. Das Fahren ohne Bremsen ist jedoch in manchen Jurisdiktionen auf öffentlichen Straßen illegal; z. B. gemäß der deutschen Straßenverkehrsordnung müssen Fahrräder auf öffentlichen Straßen mit mindestens zwei unabhängigen Bremsen ausgerüstet sein. Zudem erfordert der sicheren Umgang mit derartigen Rädern einige Übung. Dennoch erweisen sich minimalistisch ausgerüstete Räder langfristig als kostengünstiger als die Schaltungen üblicher Rennräder und Mountainbikes und werden von vielen Kurieren als „stilechter“ empfunden. Somit lassen viele Kuriere ihre Räder individuell fertigen und/oder bauen sie selbst um, in vielen Städten haben sich einige Fahrradläden auf Kuriere als Kunden spezialisiert, oftmals solche Läden, deren Inhaber einst selbst als Kuriere gearbeitet haben. Im Umfeld dieser Läden treffen sich regelmäßig Kuriere, außerdem findet sich die Szene bei gemeinsamen Freizeitaktivitäten wie Radpolo und Alleycat-Rennen, bis hin zu internationalen Kuriermeisterschaften (siehe unten) zusammen.
Inzwischen ist in Städten wie New York und London dieser Stil auch unter Nichtkurieren und Freizeitfahrern auf breite Nachahmung gestoßen, so dass dort Bahnräder und die typische Kurierkleidung zum üblichen Straßenbild gehören.

#### Schweiz
Auch in der Schweiz gehören Fahrradkuriere seit Jahren zum Straßenbild. Erste Fahrradkurierdienste wurden zwischen 1988 und 1989 in Luzern, Bern, Basel und Zürich gegründet. Deren Erfolg führte zu einer raschen Expansion auch in kleinere Städte. Heute sind Fahrradkuriere in rund 30 Städten täglich unterwegs. Die meisten Fahrradkurierdienste der Schweiz sind über die gemeinsame Firma Swissconnect und in Zusammenarbeit mit den SBB logistisch vernetzt und führen so auch Lieferungen zwischen verschiedenen Städten aus.

## Meisterschaften

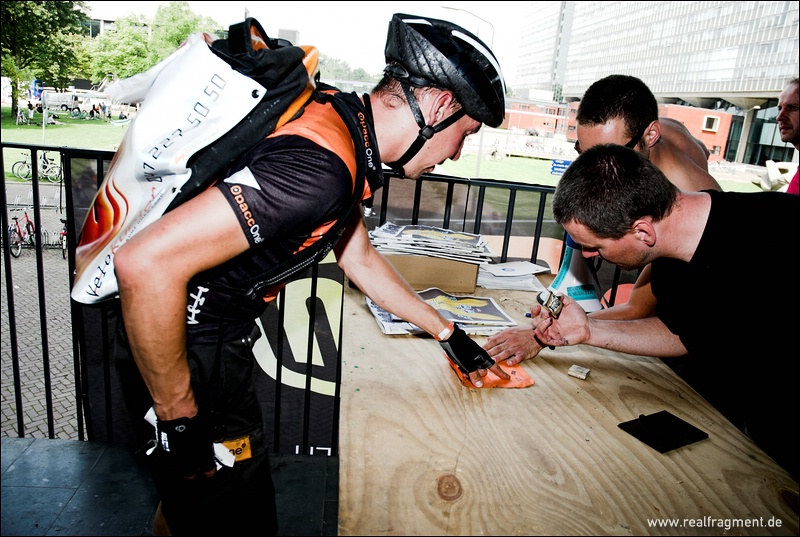
Checkpunkt beim Hauptrennen während der CMWC 2008 in Eindhoven, Niederlande.

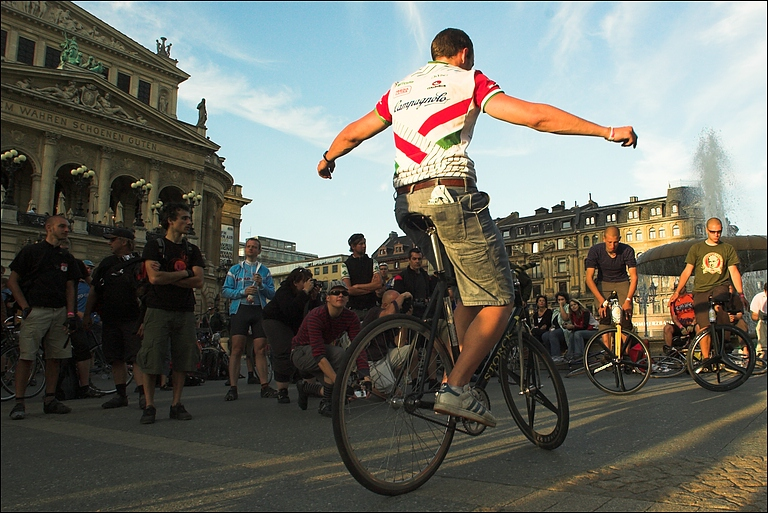
Trackstand während der Deutschen Meisterschaften der Fahrradkuriere 2007 in Frankfurt a. M.

Kuriermeisterschaften sind Anlässe, bei denen sich die Kuriere in verschiedenen Disziplinen messen, dienen aber auch der Kontaktpflege unter den „Boten“. Die Disziplinen orientieren sich an den täglichen Aufgaben der Arbeit als Fahrradkurier. Die Hauptrennen (mainraces) ähneln meist einem Orientierungslauf und werden auf einer abgesperrten Strecke ausgetragen. Daneben gibt es aber noch weitere Wettkampfformen: Stehend auf dem Fahrrad balancieren (Trackstand; wird mit Fahrrädern mit starrem Gang, sogenannten Fixies ausgetragen), möglichst lange Bremsspur auf den Asphalt legen (Trackskid; wird mit Fixies ausgetragen) oder nächtliche Schnitzeljagden in städtischer Umgebung (Alleycat-Rennen).

### Deutschland
Die Deutschen Meisterschaften der Fahrradkuriere werden seit 1995 veranstaltet. In manchen Jahren wurde der Wettbewerb zusammen mit anderen Nationen abgehalten: 2009 mit der Schweiz und Frankreich, 2013 mit der Schweiz und Österreich und 2015 mit der Schweiz.

### Österreich
Die Österreichische RadBotInnen Meisterschaft (OeRBM/ÖRBM) findet seit 2007 statt.
- 2007: (vermutlich Wien)[12]
- 2008: Graz
- 2009: Graz
- 2010: Graz – 85 Teilnehmer[13]
- 2011: Linz[14]
- 2012: Wien – Seestadt Aspern, 72 Teilnehmer[11][15]
- 2013: ?
- 2014: Innsbruck
- 2015: Wien
- 2016: Graz
- 2017: Linz – Stadtwerkstatt[16]
- 2018: Innsbruck
- 2019: Wien[17]
- 2020 nicht ausgetragen (COVID-19)
- 2021 nicht ausgetragen (COVID-19)
- 2022: Graz[17]
- 2023: Salzburg[18]

### Schweiz
Die Schweizer Meisterschaften, die Suisse Cycle Messenger Championships (SuiCMC) finden seit 1995 (mit Ausnahme von 2010 und 2020) jährlich statt. 
 Austragungsorte waren
- 2000 Basel
- 2001 Zürich
- 2002 Genf
- 2003 Luzern
- 2004 Bern
- 2005 Genf
- 2006 Zürich
- 2007 Lausanne
- 2008 Luzern
- 2009 Basel
- 2010 nicht ausgetragen
- 2011 Winterthur und Zürich
- 2012 Biel
- 2013 Freiburg im Breisgau (Deutschland)
- 2014 Nyon
- 2015 St. Gallen
- 2016 Vevey
- 2017 Winterthur
- 2018 Lugano – kombiniert mit Italiens CMC
- 2019 Zürich
- 2020 nicht ausgetragen (COVID-19)
- 2021 Lausanne
- 2022 Luzern
- 2023 Bern[19]

### Europa
Die Europameisterschaften, die European Cycle Messenger Championships (ECMC) gibt es seit 1996. 

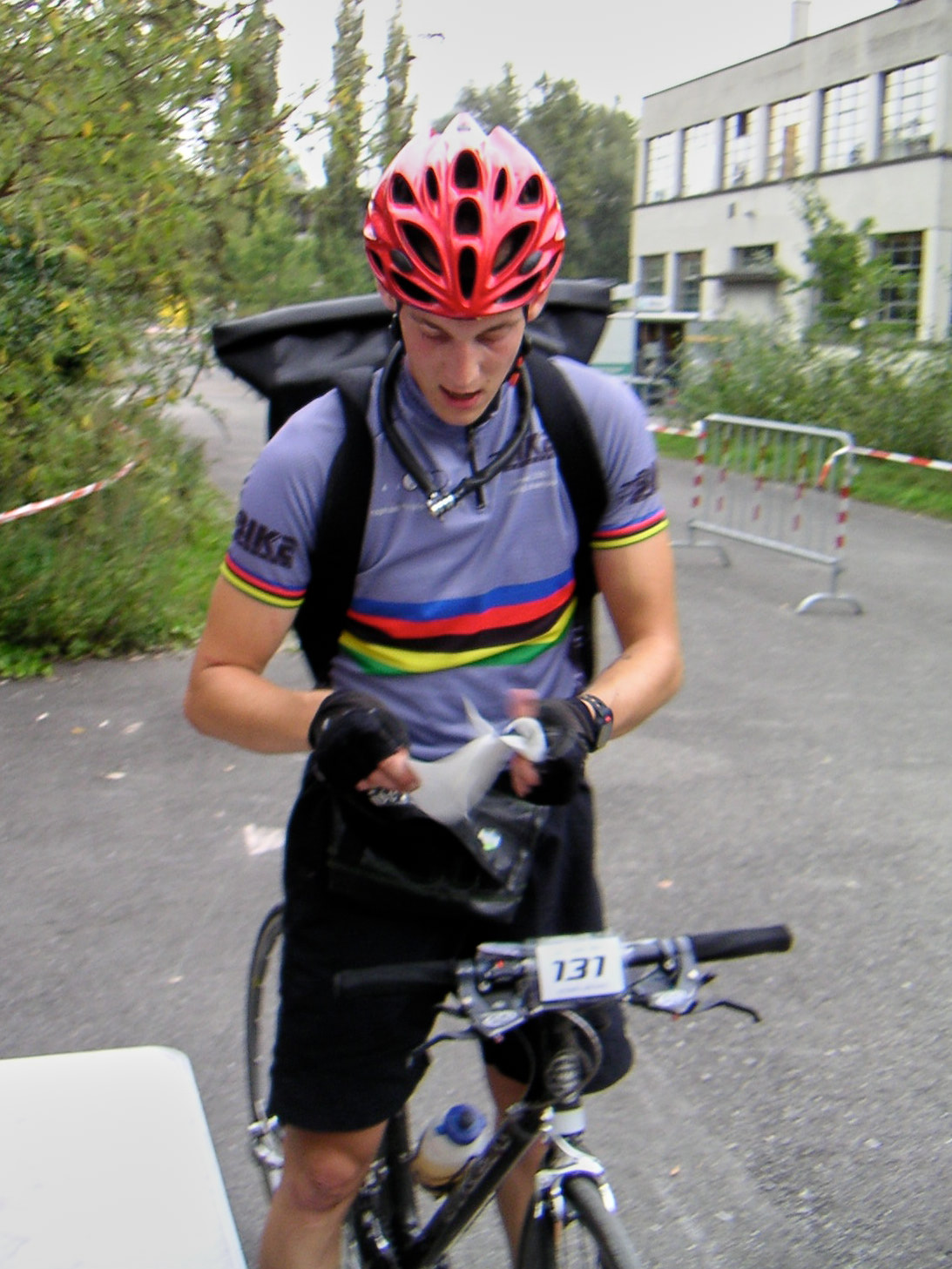
Raphael Faiss, mehrfacher Schweizer Meister und Weltmeister 2003, 2004 und 2006 an der SuiCMC 2004 in Bern

### Weltmeisterschaften
Die Weltmeisterschaften (Cycle Messenger World Championships, CMWC) gibt es seit 1993.
Austragungsorte waren
- 1993 Berlin, Deutschland
- 1994 London, Vereinigtes Königreich
- 1995 Toronto, Kanada
- 1996 San Francisco, USA
- 1997 Barcelona, Spanien
- 1998 Washington D.C., USA
- 1999 Zürich, Schweiz
- 2000 Philadelphia, USA
- 2001 Budapest, Ungarn
- 2002 Kopenhagen, Dänemark
- 2003 Seattle, USA
- 2004 Edmonton, Kanada
- 2005 New York City, USA
- 2006 Sydney, Australien
- 2007 Dublin, Irland
- 2008 Toronto, Kanada
- 2019 Guatemala-Stadt, Guatemala
- 2010 Tokio, Japan
- 2011 Warschau, Polen
- 2012 Chicago, USA
- 2013 Lausanne, Schweiz
- 2014 Mexiko-Stadt, Mexiko[21]
- 2015 Melbourne, Australien[22]
- 2016 Paris, Frankreich
- 2017 Montreal, Kanada
- 2018 Riga, Lettland[23]
- 2019 Jakarta, Indonesien
- 2020 nicht ausgetragen (COVID-19)
- 2021 nicht ausgetragen (COVID-19)
- 2022 New York City, USA
- 2023 Yokohama, Japan
- 2024 Zürich, Schweiz[24]

- 2025 (angekündigt) Sydney, Australien

Die Idee zu den ersten Kurierweltmeisterschaften wurde Anfang der 1990er Jahre durch den Chef des Berliner Kurierdienstes Messenger-Berlin Achim Beier aufgegriffen und mit einem eigenen Team umgesetzt. Zu dieser Veranstaltung kamen bereits rund 600 Teilnehmer aus den verschiedensten Ländern nach Berlin angereist. Neben den Wettkämpfen fanden auch vielseitige kulturelle Aktivitäten im damaligen Festivalzentrum die Pumpe statt. Dazu zählten Konzerte, Diskussionsrunden, Live-Auftritte von den Graffiti-Künstlern Futura 2000 und Stash aus New York. Zu den bekanntesten Kurieren zu dieser Zeit zählten Buffalo Bill (London), James Moore (New York) und Andy Herbst (Berlin). Zahlreiche Filmdokumentationen wurden über diese drei Kuriere gedreht. Ein Novum bis heute war, dass bei dieser Ausgabe der Weltmeisterschaft das einzige Mal das Stadtzentrum der Gastgeberstadt gesperrt war und die Wettkämpfer von der Polizei während des Wettkampfs eskortiert wurden. Zu diesem Spektakel kamen etwa 100.000 Zuschauer an die Strecke, eine bis heute unerreichte Zuschauerzahl.
Das bis dahin mit 800 Teilnehmern größte Starterfeld wiesen die CMWC 1999 in Zürich auf.